# Seznam zápasů české fotbalové reprezentace 2000
V roce 2000 odehrála česká fotbalová reprezentace celkem 12 mezistátních zápasů, z toho 3 na ME 2000, 3 kvalifikační o MS 2002, 1 na Carlsberg Cupu a 5 přátelských. Celková bilance byla 6 výher, 1 remíza a 5 proher. Hlavním trenérem byl Jozef Chovanec.

## Přehled zápasů
| 8. února 2000 Carlsberg Cup |       |                   |                                                                |
| Česko                       | 2 – 1 | Mexiko            | Wan Chai, Hongkong diváci: 36 000 rozhodčí: Kim Milton Nielsen |
| Kolomazník 50' Verbíř 55'   |       | 80' (pen.) Zepeda | Wan Chai, Hongkong diváci: 36 000 rozhodčí: Kim Milton Nielsen |

| 23. února 2000 přátelský          |       |                |                                                            |
| Irsko                             | 3 – 2 | Česko          | Lansdowne Road, Dublin diváci: 35 043 rozhodčí: Bruno Coue |
| Rada 4' (vl.) Harte 44' Keane 87' |       | 4', 35' Koller | Lansdowne Road, Dublin diváci: 35 043 rozhodčí: Bruno Coue |

| 29. března 2000 přátelský     |        |            |                                                               |
| Česko                         | 3 – 1  | Austrálie  | Na Stínadlech, Teplice diváci: 9 820 rozhodčí: Michal Hrivnák |
| Fukal 9' Koller 53' Ulich 67' | Report | 89' Foster | Na Stínadlech, Teplice diváci: 9 820 rozhodčí: Michal Hrivnák |

| 26. dubna 2000 přátelský              |       |              |                                                       |
| Česko                                 | 4 – 1 | Izrael       | Letná, Praha diváci: 4 972 rozhodčí: Zbigniew Marczyk |
| Nedvěd 14', 57' Koller 37' Wagner 90' |       | 81' Berkovic | Letná, Praha diváci: 4 972 rozhodčí: Zbigniew Marczyk |

| 3. června 2000 přátelský             |       |                     |                                                                            |
| Německo                              | 3 – 2 | Česko               | EasyCredit-Stadion, Norimberk diváci: 30 000 rozhodčí: Alfredo Trentalange |
| Jancker 38' Bierhoff 63' (pen.), 90' |       | 58' Kuka 79' Berger | EasyCredit-Stadion, Norimberk diváci: 30 000 rozhodčí: Alfredo Trentalange |

| 11. června 2000 ME 2000, Skupina D |       |       |                                                      |
| Nizozemsko                         | 1 – 0 | Česko | Amsterdam diváci: 50 000 rozhodčí: Pierluigi Collina |
| F. de Boer 89' (pen.)              |       |       | Amsterdam diváci: 50 000 rozhodčí: Pierluigi Collina |

| 16. června 2000 ME 2000, Skupina D |       |                        |                                             |
| Česko                              | 1 – 2 | Francie                | Bruggy diváci: 30 000 rozhodčí: Graham Poll |
| Poborský 35' (pen.)                |       | 7' Henry 60' Djorkaeff | Bruggy diváci: 30 000 rozhodčí: Graham Poll |

| 21. června 2000 ME 2000, Skupina D |       |        |                                                    |
| Česko                              | 2 – 0 | Dánsko | Lutych diváci: 24 000 rozhodčí: Jean Claude Gandur |
| Šmicer 35', 67'                    |       |        | Lutych diváci: 24 000 rozhodčí: Jean Claude Gandur |

| 16. srpna 2000 přátelský |       |            |                                                        |
| Česko                    | 0 – 1 | Slovinsko  | Bazaly, Ostrava diváci: 4 828 rozhodčí: Attila Hanacek |
|                          |       | 57' Pavlin | Bazaly, Ostrava diváci: 4 828 rozhodčí: Attila Hanacek |

| 2. září 2000 kvalifikace MS 2002, skupina 3 |       |                     |                                      |
| Bulharsko                                   | 0 – 1 | Česko               | Sofie diváci: 12 000 rozhodčí: Marin |
|                                             |       | 73' (pen.) Poborský | Sofie diváci: 12 000 rozhodčí: Marin |

| 7. října 2000 kvalifikace MS 2002, skupina 3 |       |        |                                                               |
| Česko                                        | 4 – 0 | Island | Na Stínadlech, Teplice diváci: 9 843 rozhodčí: Kyros Vassaras |
| Koller 18', 41' Nedvěd 44', 90'              |       |        | Na Stínadlech, Teplice diváci: 9 843 rozhodčí: Kyros Vassaras |

| 11. října 2000 kvalifikace MS 2002, skupina 3 |       |       |                                                                |
| Malta                                         | 0 – 0 | Česko | Národní stadion, Ta' Qali diváci: 2 000 rozhodčí: Željko Širić |
|                                               |       |       | Národní stadion, Ta' Qali diváci: 2 000 rozhodčí: Željko Širić |